# Остеллато
Остеллато (итал. Ostellato) —  коммуна в Италии, располагается в регионе Эмилия-Романья, подчиняется административному центру Феррара.
Население составляет 6762 человека (на 2004 г.), плотность населения составляет 40 чел./км². Занимает площадь 173 км². Почтовый индекс — 44020. Телефонный код — 0533.
Покровителями коммуны почитаются святые апостолы Пётр и Павел, празднование 29 июня.	